# 光明顶 (安徽)

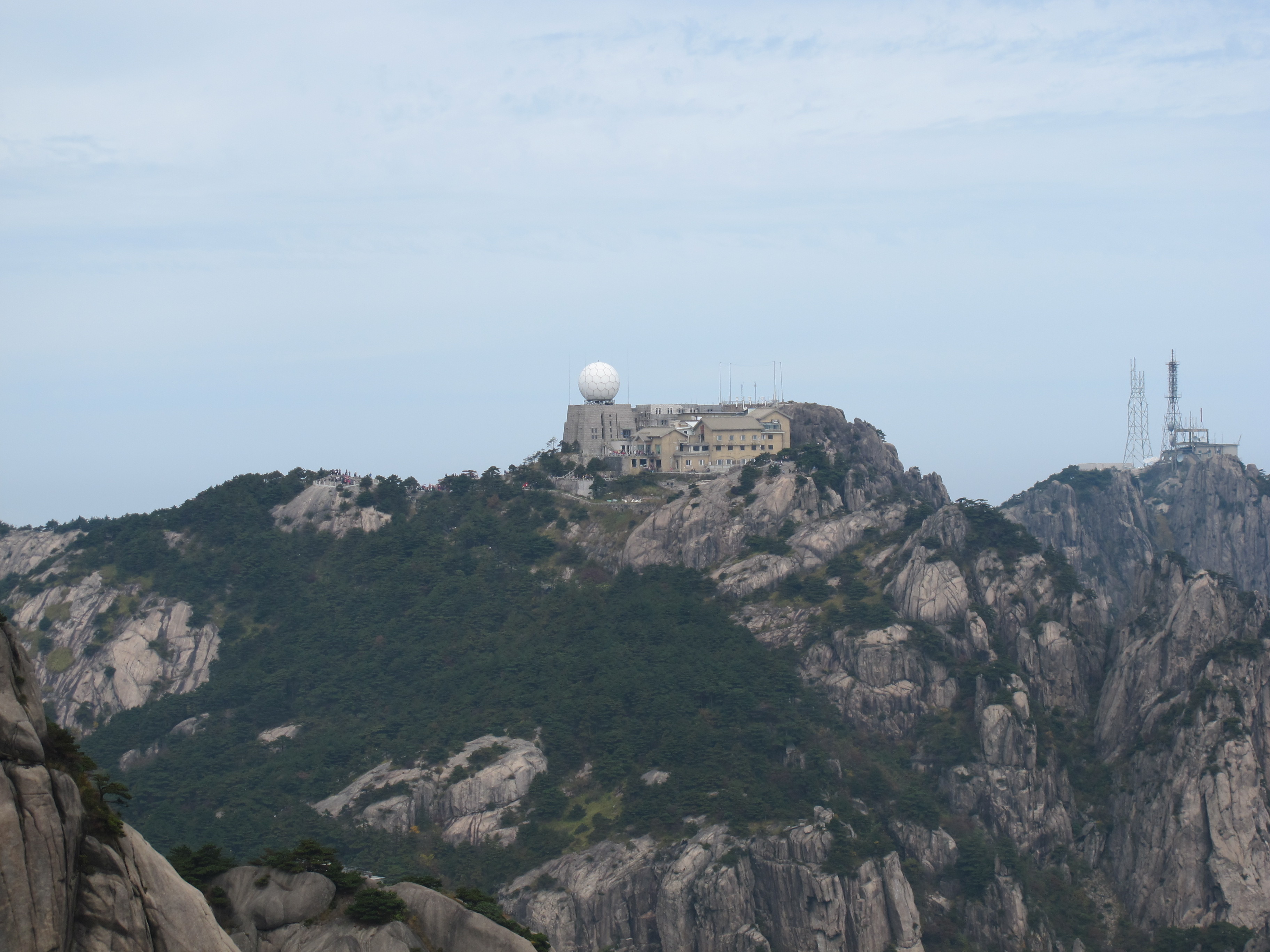
黄山光明顶风光

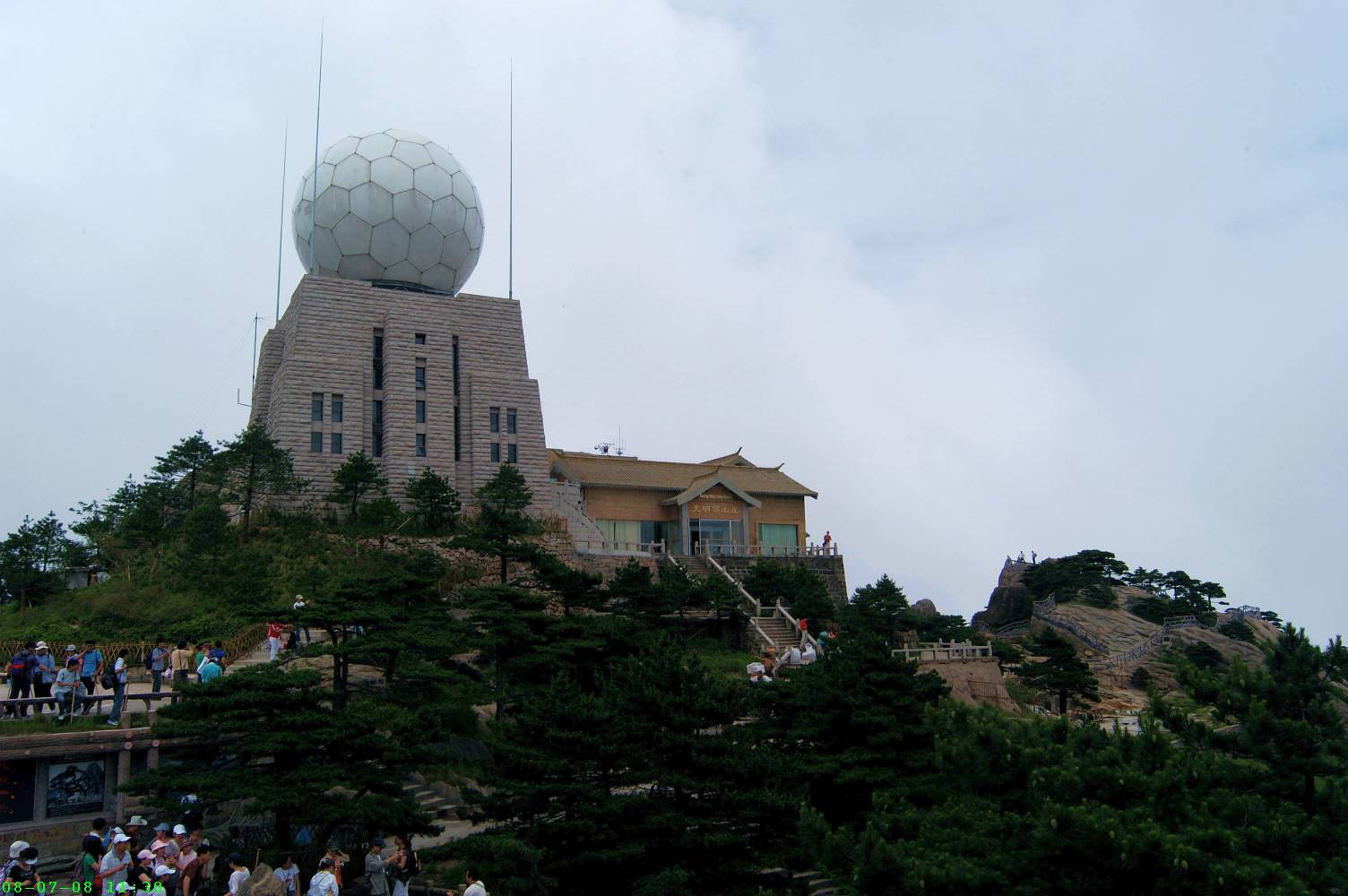
黄山光明顶

光明顶，是中國安徽黄山第二高峰，海拔1860米，是黄山前山和后山的分界线。峰顶平坦高旷，面积约6万平方米，视野开阔，日光充足，故而得名“光明顶”。光明顶还是观赏日出的胜地，号称从此处可以看见全部黄山36峰景色。明代普门法师曾在此处建大悲院，著名作家袁中道等人均在此留下游记。1955年，在大悲院旧址上建成黄山气象站，为中国著名气象站之一。